# Ohio State University
Ohio State University er et universitet i Columbus, Ohio, USA, der med sine over 60.000 studerende er blandt USA's største. 
Universitetet blev grundlagt i 1870, og har ud over universitetet i Columbus også mindre afdelinger andre steder i staten Ohio. Universitetets sportshold kaldes Ohio State Buckeyes.
Af kendte studerende på Ohio State University kan blandt andre nævnes Jesse Owens, Roy Lichtenstein, Jack Nicklaus og William J. Fowler.